# Rio Harmonia
Der Rio Harmonia (früher Ribeirão da Mortandade) ist ein etwa 18 km langer rechter Nebenfluss des Rio Tibaji im Inneren des brasilianischen Bundesstaats Paraná.

## Etymologie und Geschichte
Rio Harmonia bedeutet auf Deutsch Fluss der Eintracht.
Zuvor hieß er Ribeirão da Mortandade. Zur Zeit der europäischen Besiedlung des Gebiets am Rio Tibaji wurden die Siedler häufig von Indianern angegriffen. Der Besitzer der Fazenda Fortaleza organisierte eine bewaffnete Miliz aus Sklaven und wenigen freien Männern, um die einheimischen Indianer zu bekämpfen. So fand Ende des 18. Jahrhunderts dort, wo sich heute der Ortsteil Harmonia von Telêmaco Borba befindet, der Combate da Mortandade (Schlacht des großen Sterbens) oder Chacina do Tibagi statt. In Erinnerung an das Gemetzel wurde der Fluss Rio das Mortandades genannt. Er wurde erst 1941 in Harmonia umbenannt, als die Familie Klabin das Land für den Bau einer Papierfabrik erwarb und der geplanten Arbeitersiedlung den Namen Harmonia (Eintracht) gab.

## Geografie

### Lage
Das Einzugsgebiet des Rio Harmonia befindet sich auf dem Segundo Planalto Paranaense (der Zweiten oder Ponta-Grossa-Hochebene von Paraná).

### Verlauf
Sein Quellgebiet liegt im Munizip Telêmaco Borba auf 850 m Meereshöhe in den Ausläufern der Serra das Furnas etwa 10 km östlich des Hauptorts und 3 km südöstlich der Bahnlinie.
Der Fluss verläuft in westlicher Richtung. Er fließt südlich der Papierfabrik Klabin Monte Alegre von rechts in den Rio Tibaji. Er mündet auf 644 m Höhe. Die Entfernung zwischen Ursprung und Mündung beträgt 8 km. Er ist etwa 18 km lang.

### Wirtschaft
Etwa 3 km vor seiner Mündung ist der Fluss aufgestaut und wird mit einem kleinen Kraftwerk zur Stromerzeugung genutzt. Der Stausee dient auch der Freizeitgestaltung, der Club Harmonia hat seine Freizeiteinrichtungen auf einer Halbinsel am Nordwestufer des Sees.